# Ermita de Santa Ana (Pozuelo de la Orden)

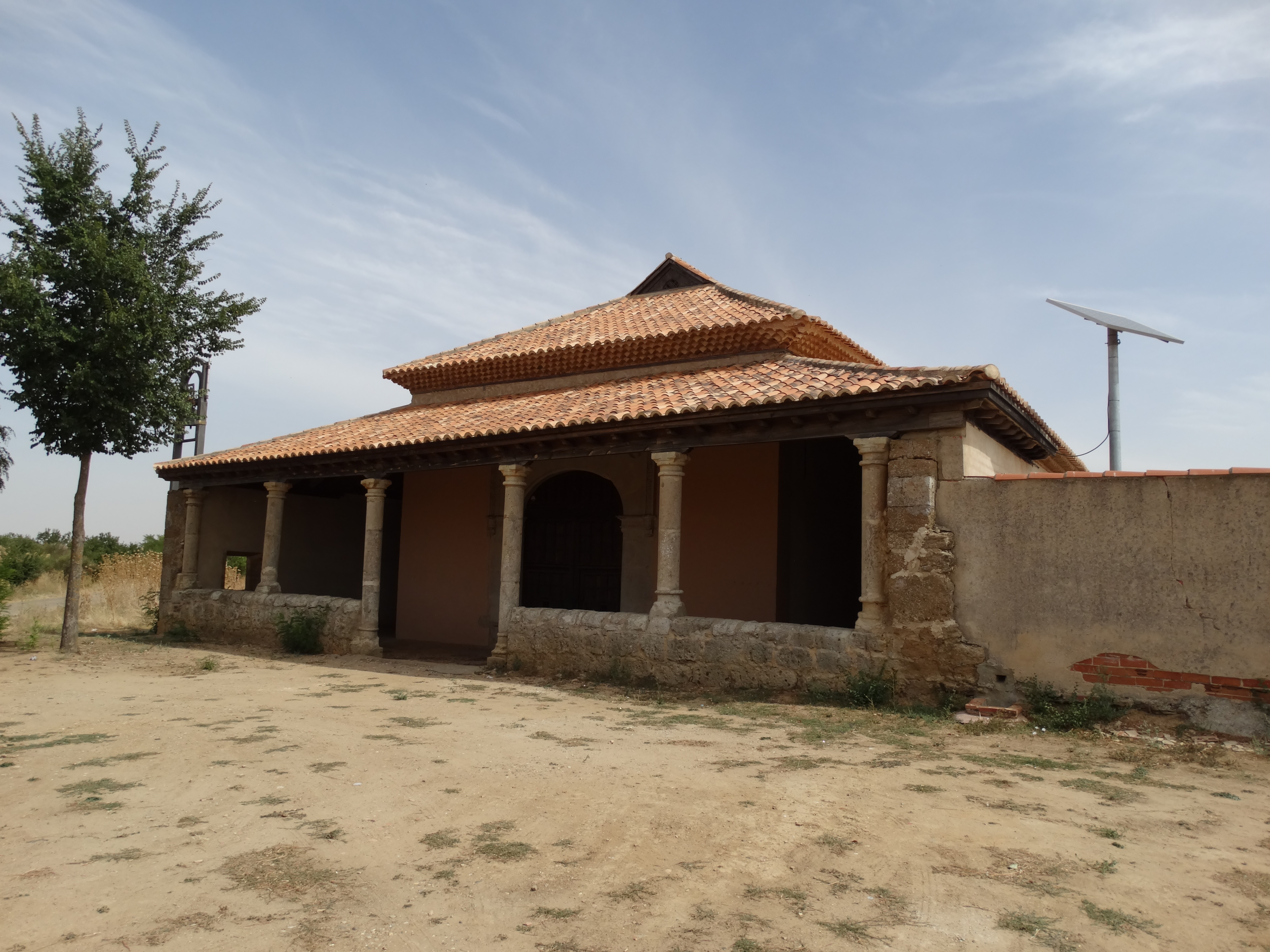
Ermita de Santa Ana

La ermita de Santa Ana es un modesto edificio de mediados el siglo xvii dedicado al culto católico; está situada en el camino de Santa Santa Ana, a menos de un kilómetro al sur de la capital municipal de Pozuelo de la Orden en Valladolid (España). De su culto y mantenimiento —así como de las fiestas y romerías que se celebran del 25 al 27 de julio— se ocupa la cofradía de Santa Ana.
El 9 de julio de 1998 la ermita fue declarada Bien de Interés Cultural (BIC) del patrimonio histórico-artístico español (n.º. ref. RI-51-0010225).

## Exterior del edificio
Su planta es de una sola nave; la fachada principal al sur está construida en piedra mientras que el resto de los muros es de tapial. El edificio tiene un pórtico en su parte delantera, abierto y con seis columnas toscanas que apoyan en un pretil de piedra; el techo es de madera. Rodeando el edificio hay un corredor cerrado con muros de tapial. 
En este corredor, que los feligreses llaman a veces pórtico, se hace la procesión con la imagen de Santa Ana el día 26 de julio. Se tiene costumbre de hacer una parada en la puerta del cementerio, adosado en el este, para rezar un responso por los difuntos allí enterrados.
El pórtico de entrada está pavimentado con cantos rodados de río siguiendo una moda que ya empezó en el siglo xvi; en el centro y frente a la puerta se aprecia el dibujo de la cruz de la Orden Militar de San Juan de Jerusalén. La portada es de piedra con arco carpanel y alfiz en cuyas enjutas puede verse la decoración de dos medallones con cabezas de guerreros. 
La labor de cantería es de Juan de Navedo. La puerta de acceso es de madera con dos hojas y claveteada con clavos ornamentales. Los herrajes y los cerrojos son del siglo xvi. Tiene además una ventanita enrejada que sirve de mirilla. Trabajaron los carpinteros Juan de Bonal y Santiago de Villegas.

Detalles del pórtico y puerta de entrada
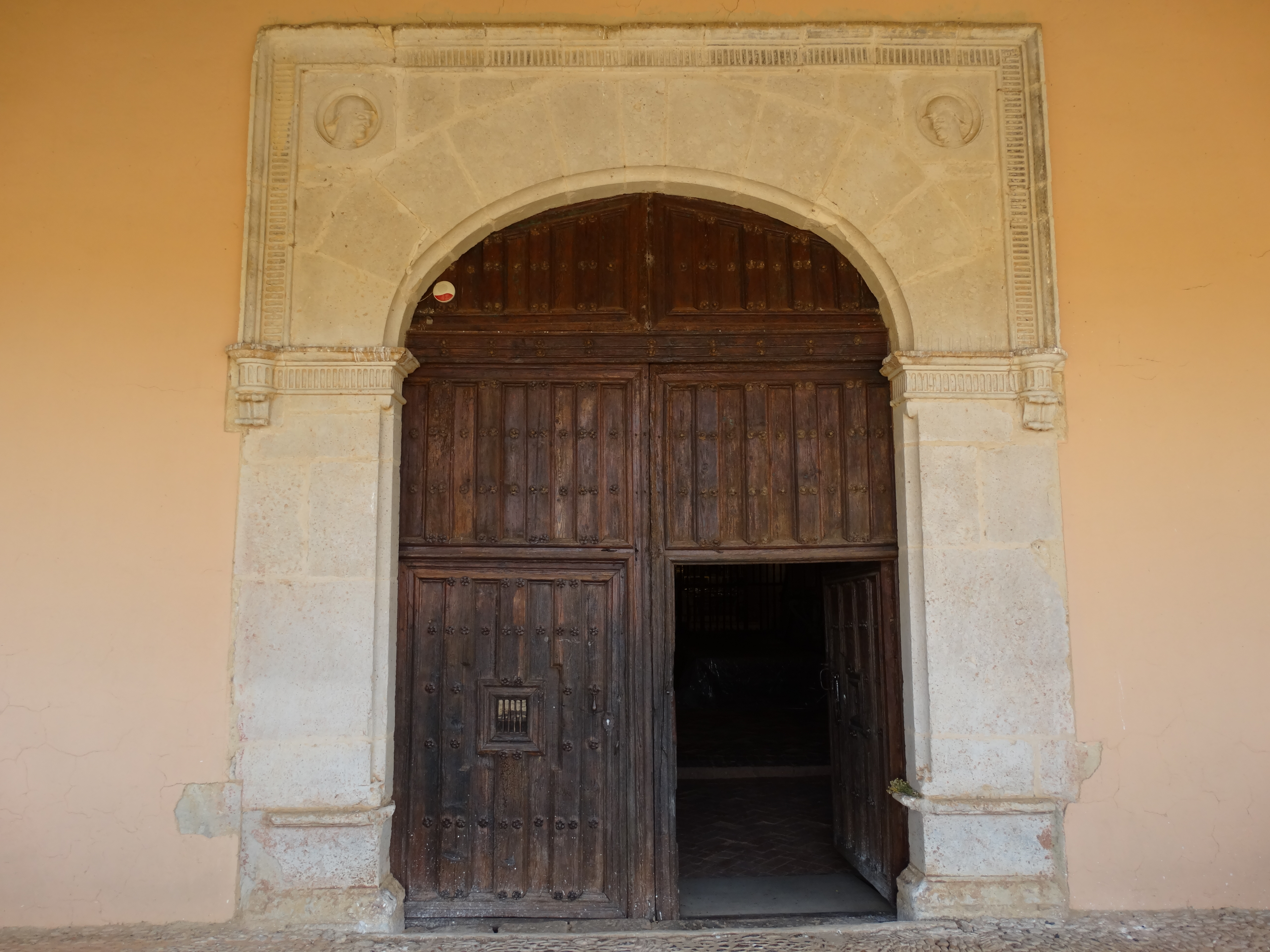
Portada y puerta de entrada situada a los pies de la ermita
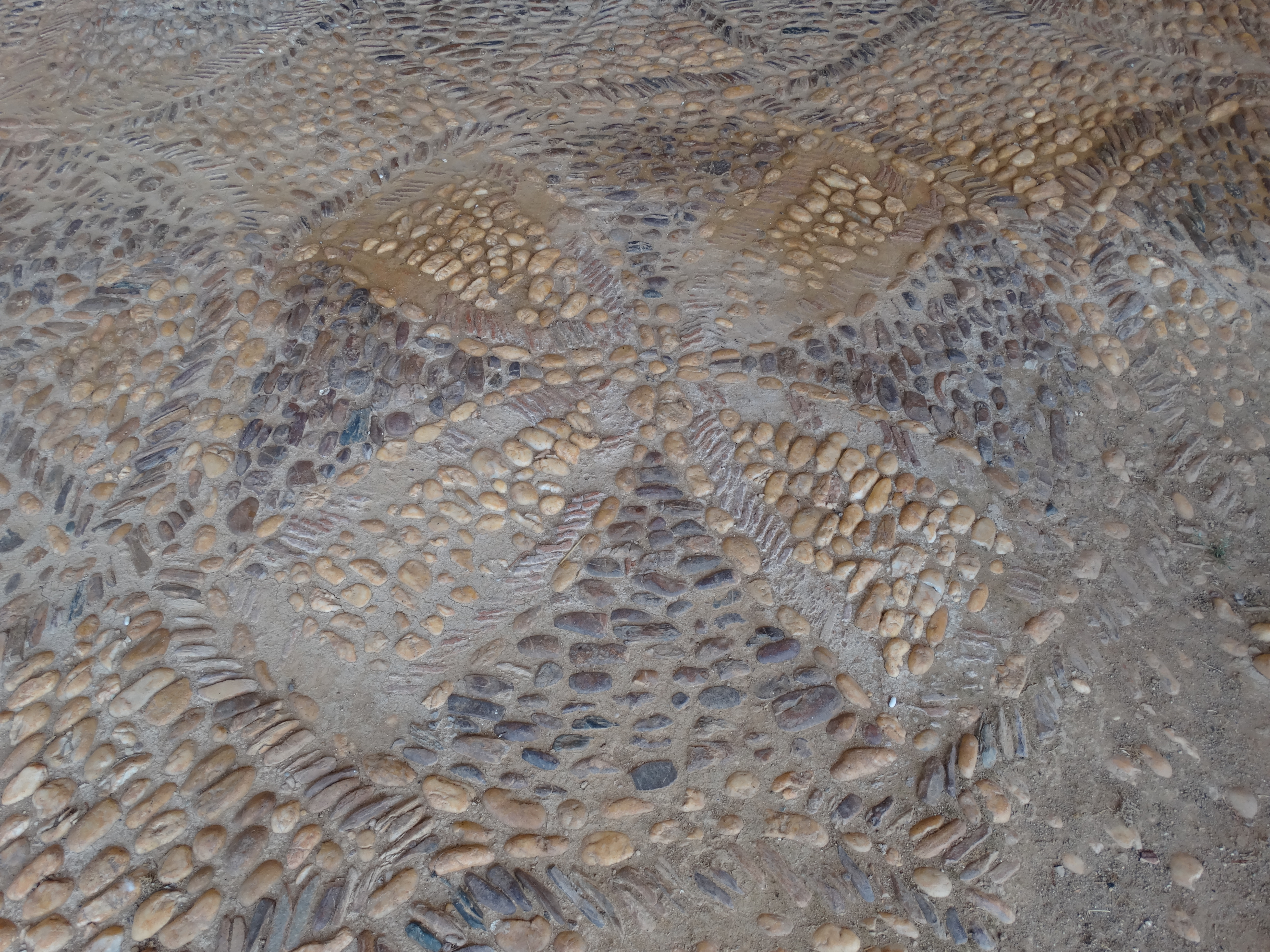
Pavimento de cantos rodados con el dibujo de la cruz de San Juan de Jerusalén
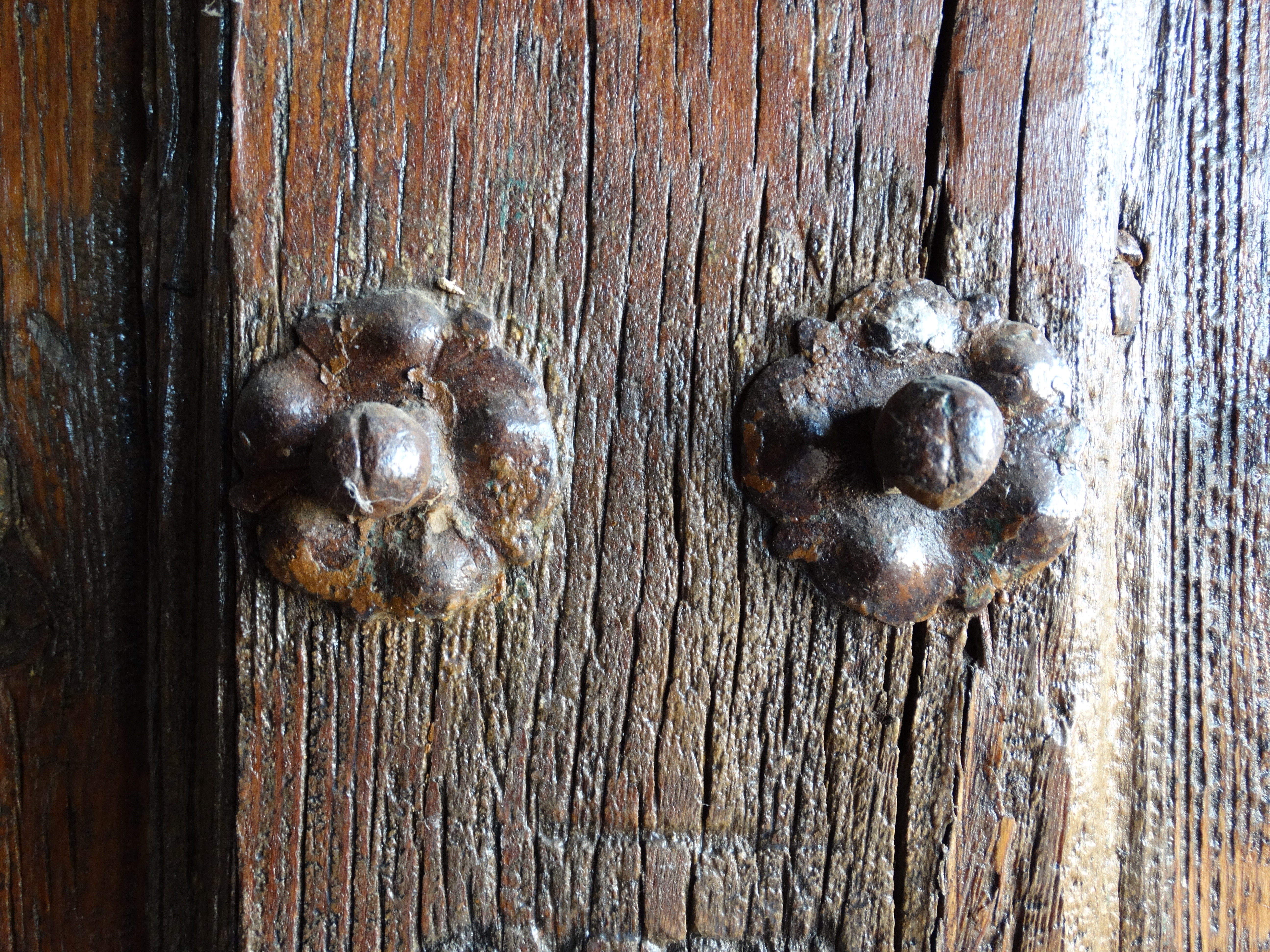
Ornamentación de clavos
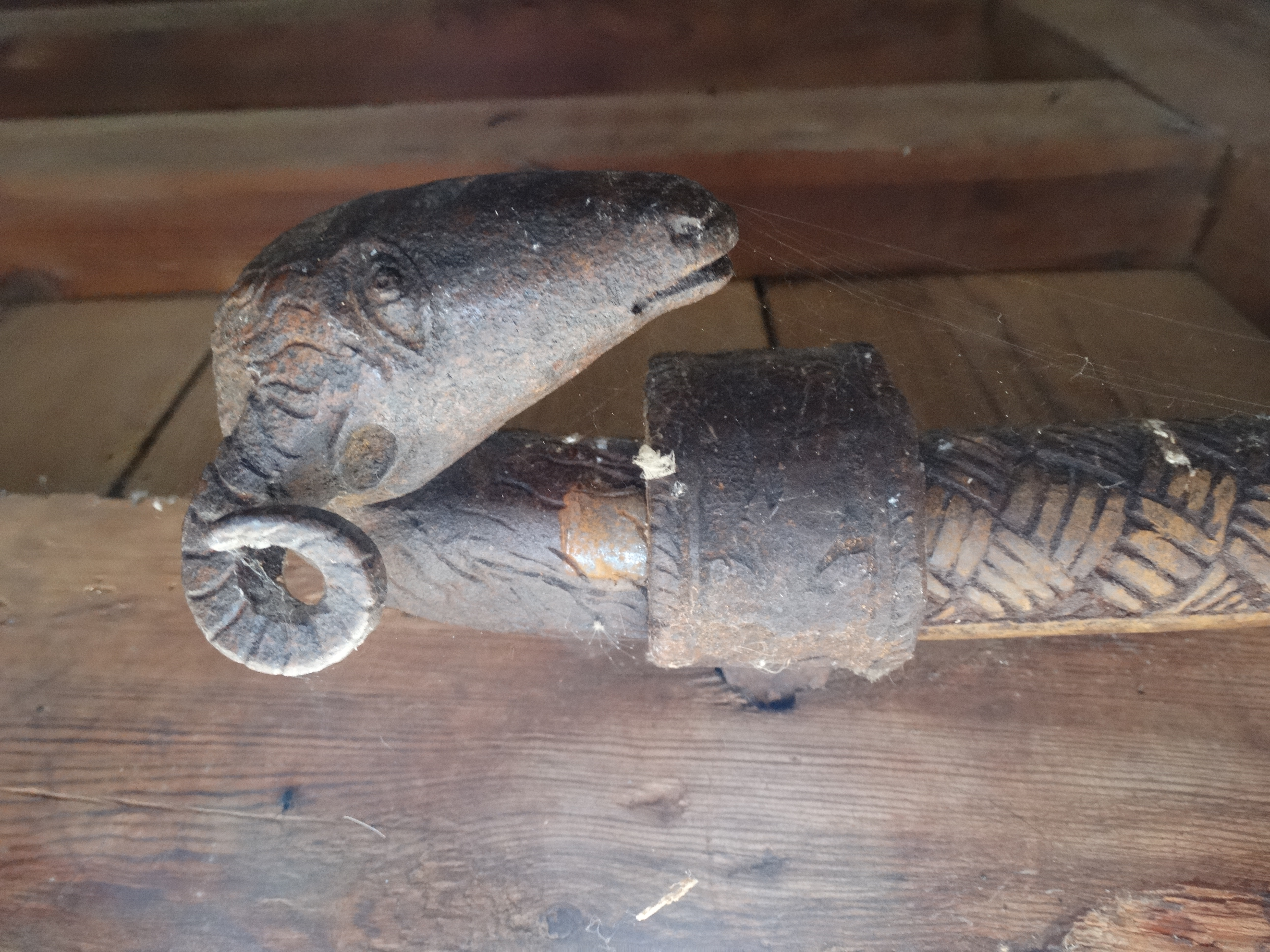
Cerrojo con cabeza de carnero

La fachada principal se remataba con una espadaña que desapareció en la última restauración al considerarse un añadido inadecuado; de esa espadaña colgaba la antigua campana. La cofradía de Santa Ana, con gran apoyo del pueblo, quiso conservarla así que el arquitecto responsable proyectó un sencillo campanil de hierro exento que se dispuso al oeste y del que se supendió la vieja campana. Según la tradición, esta antigua campana  podía alejar o hacer desaparecer con su tañido los malos nubarrones y tormentas; es una campana de las llamadas «conjuraderas». En el año 2007 hubo una granizada catastrófica pese al toque de campana que se llevó a cabo rigurosamente, lo que hizo pensar a más de un vecino de Pozuelo que «con la mudanza, la campana había perdido sus facultades».

El nuevo campanil
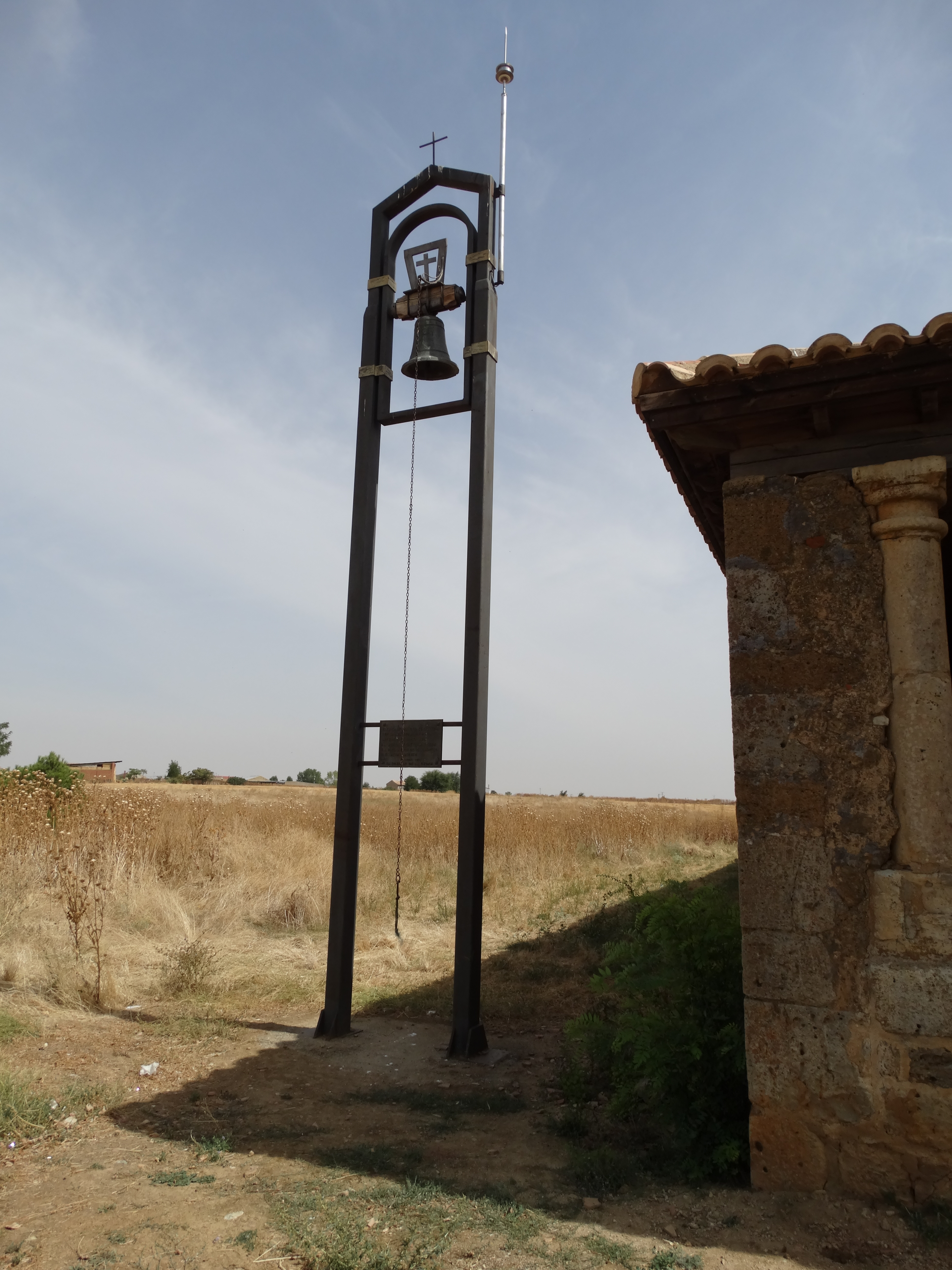
Nuevo campanil exento
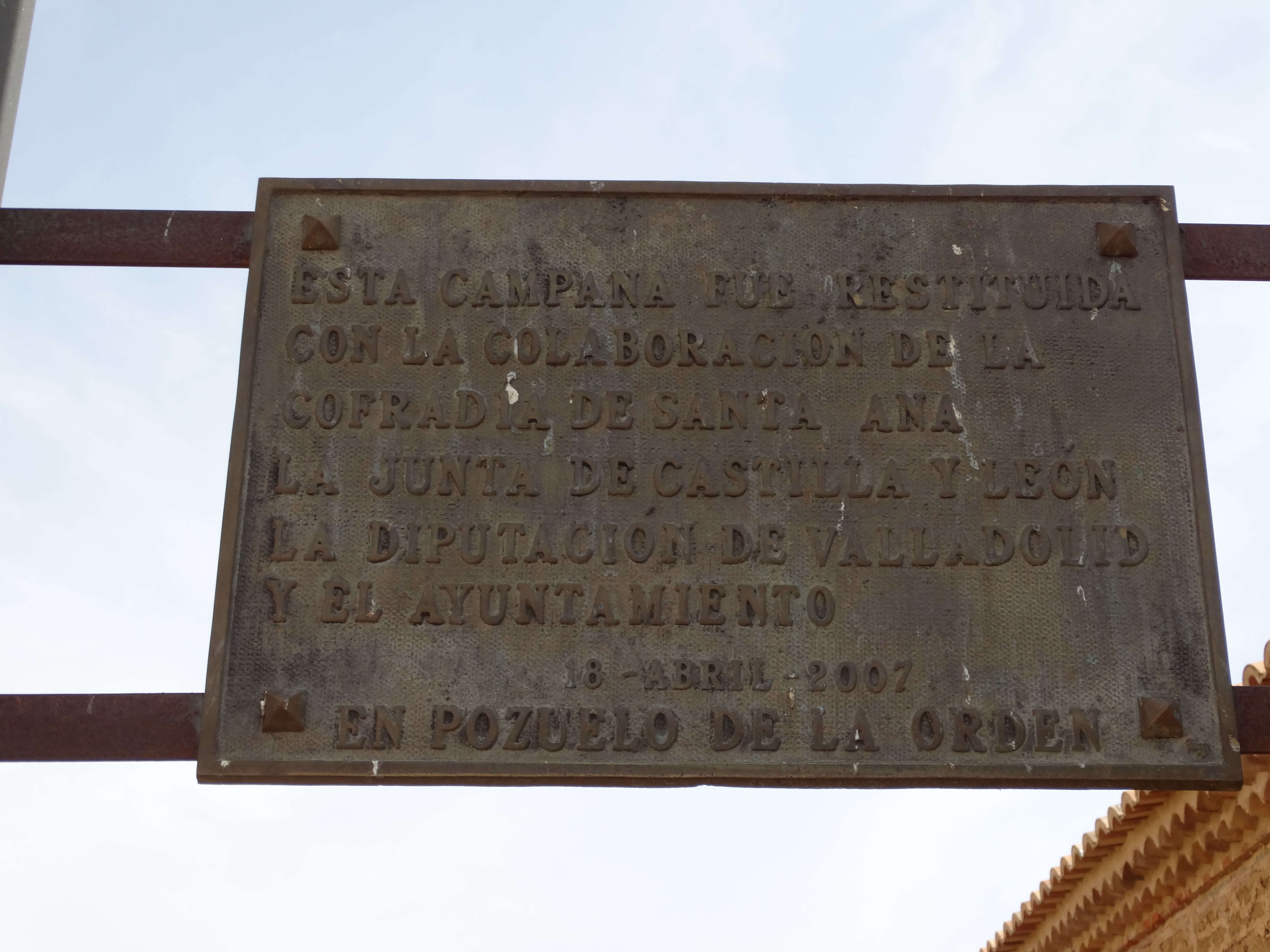
Placa de información
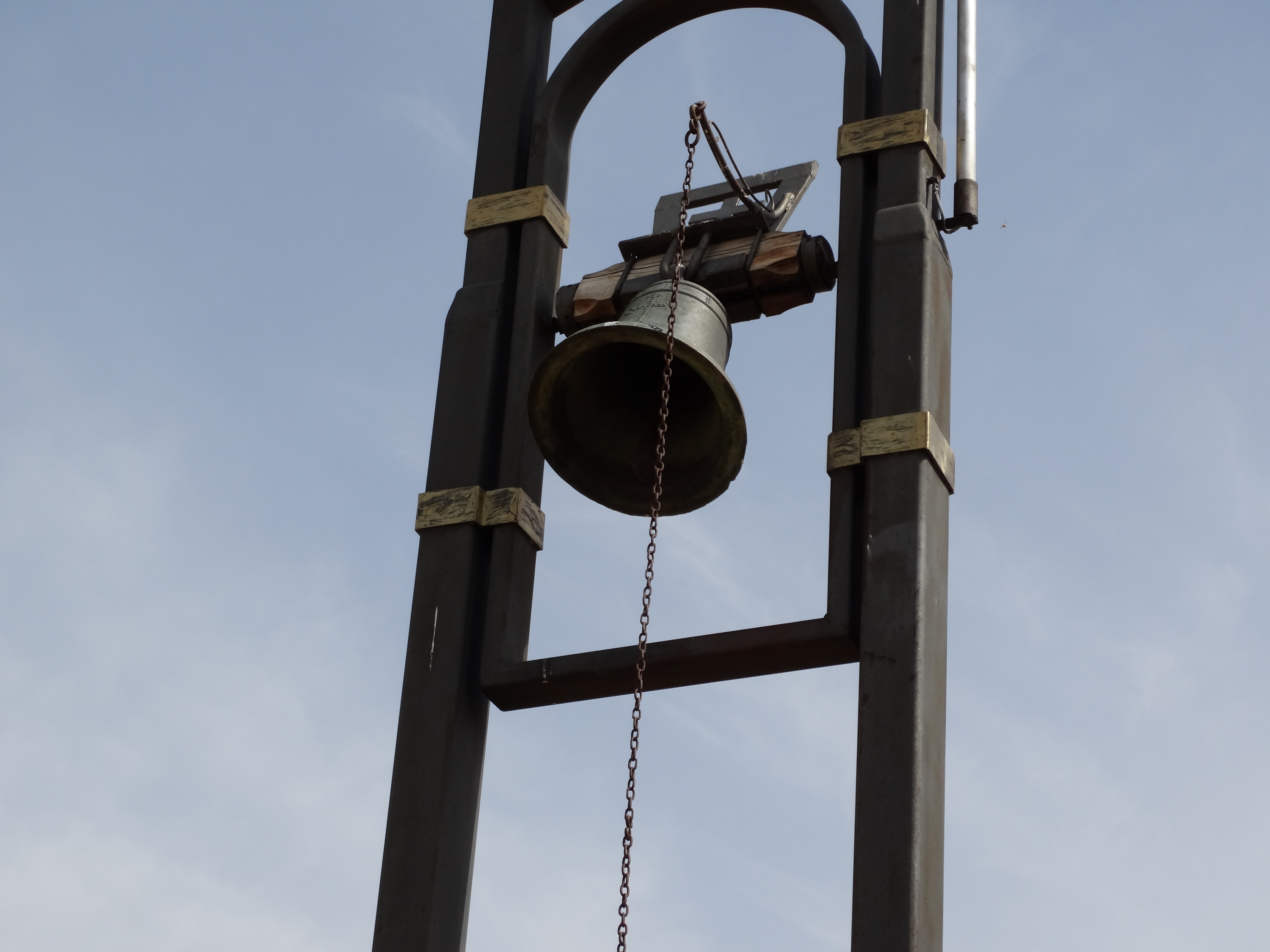
Campana antigua de las tormentas

Estas campanas ahuyentadoras de los malos nublados han existido desde antiguo en muchas localidades. Su toque especial es «a nublo» o «tentenublo», y ni todas las campanas ni todos los sacristanes campaneros son capaces de hacerlo correctamente. En algunos lugares el pueblo correspondiente ha añadido una coplilla para ese toque.

- Tente nube,
- tente tú,
- que Dios puede
- más que tú

Copla popular

## Interior del edificio

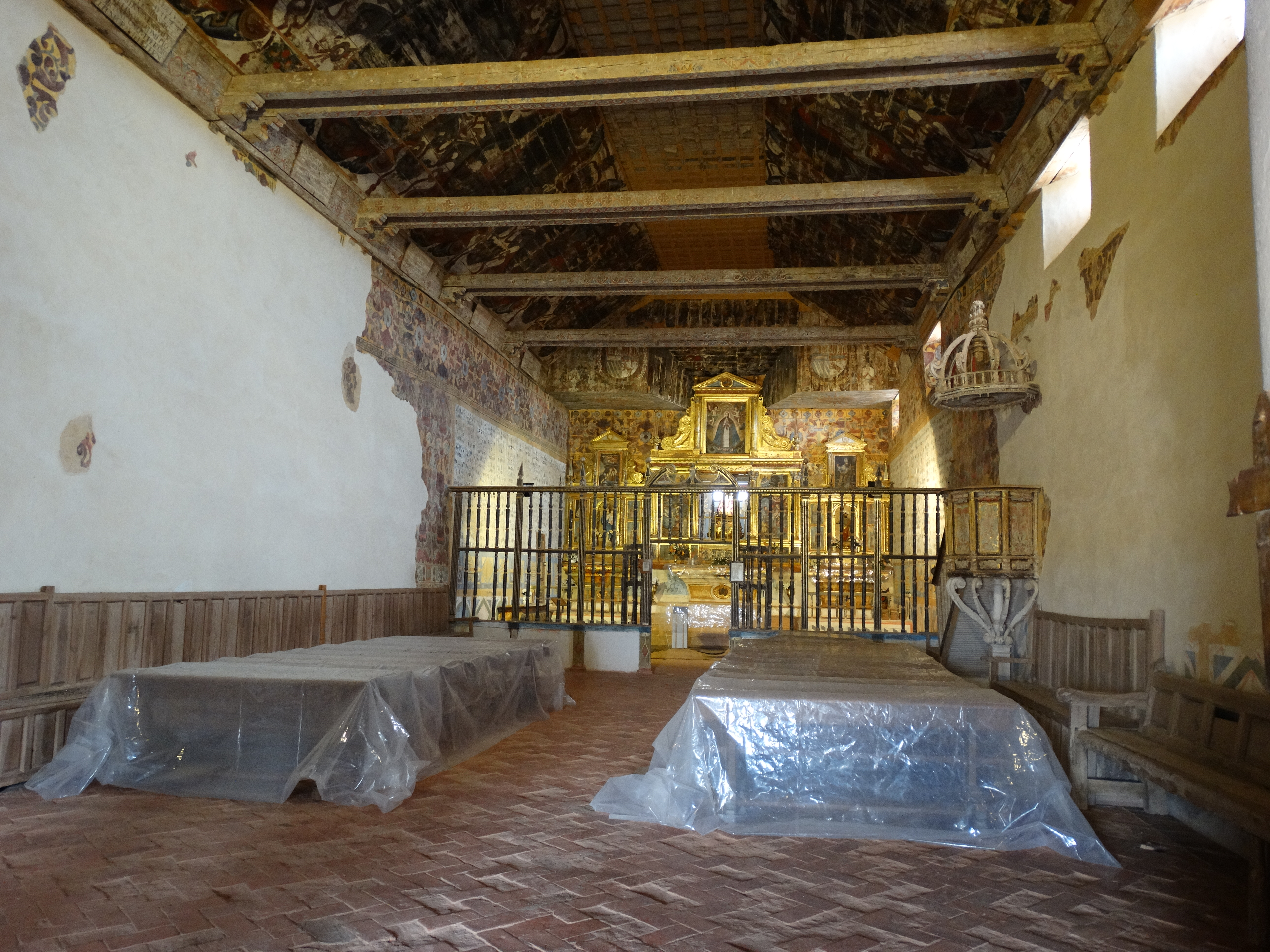
Interior de la ermita. Pinturas del techo sobre madera. Pavimento antiguo de cerámica de Talavera del siglo xvii

En el interior se distinguen tres espacios diferenciados: el presbiterio, la propia nave y el coro alto a los pies. Se conserva el pavimento antiguo de cerámica de Talavera del siglo xvii.
Tanto las paredes como el techo estuvieron decorados con pinturas de temas que seguían un programa iconográfico. Las pinturas murales llegaron deterioradas y olvidadas hasta el siglo xx y finalmente a comienzos del siglo xxi fueron objeto de atención y recuperadas en parte, gracias a una restauración patrocinada por la Fundación del Patrimonio Histórico de Castilla y León.
Las pinturas del techo, al tener como soporte la madera, corrieron mejor suerte y se conservaron bastante bien. Se hicieron los adornos con motivos geométricos y vegetales. Se ven también algunas cartelas cuyos textos están casi ilegibles aunque pueden interpretarse en relación con una cierta catequesis, con recomendaciones al buen cristiano para seguir el camino recto.
El presbiterio conserva las pinturas más interesantes del tercer cuarto del siglo xvii. En el techo y sobre el altar mayor está la representación de Santa Ana rodeada de angelitos; a ambos lados se ven a los Apóstoles cada uno con su nombre. A izquierda y derecha hay dos representaciones del sol con ojos, nariz y boca y rayos esquemáticos. El del lado de la Epístola  está situado de tal manera que lo ilumina la luz que le llega desde el exterior a través de una ventanita. Es un dibujo frontal, mirando al espectador. Su compañero, el sol del lado del Evangelio está en sombra y parece que diera la espalda a la persona que lo  mira. Se trata de una alegoría interpretada como la sucesión desde el sol naciente al poniente o como el comienzo de la vida y el final con la muerte. Se aprecian también dos escudos de Felipe IV.

Pinturas murales en el presbiterio
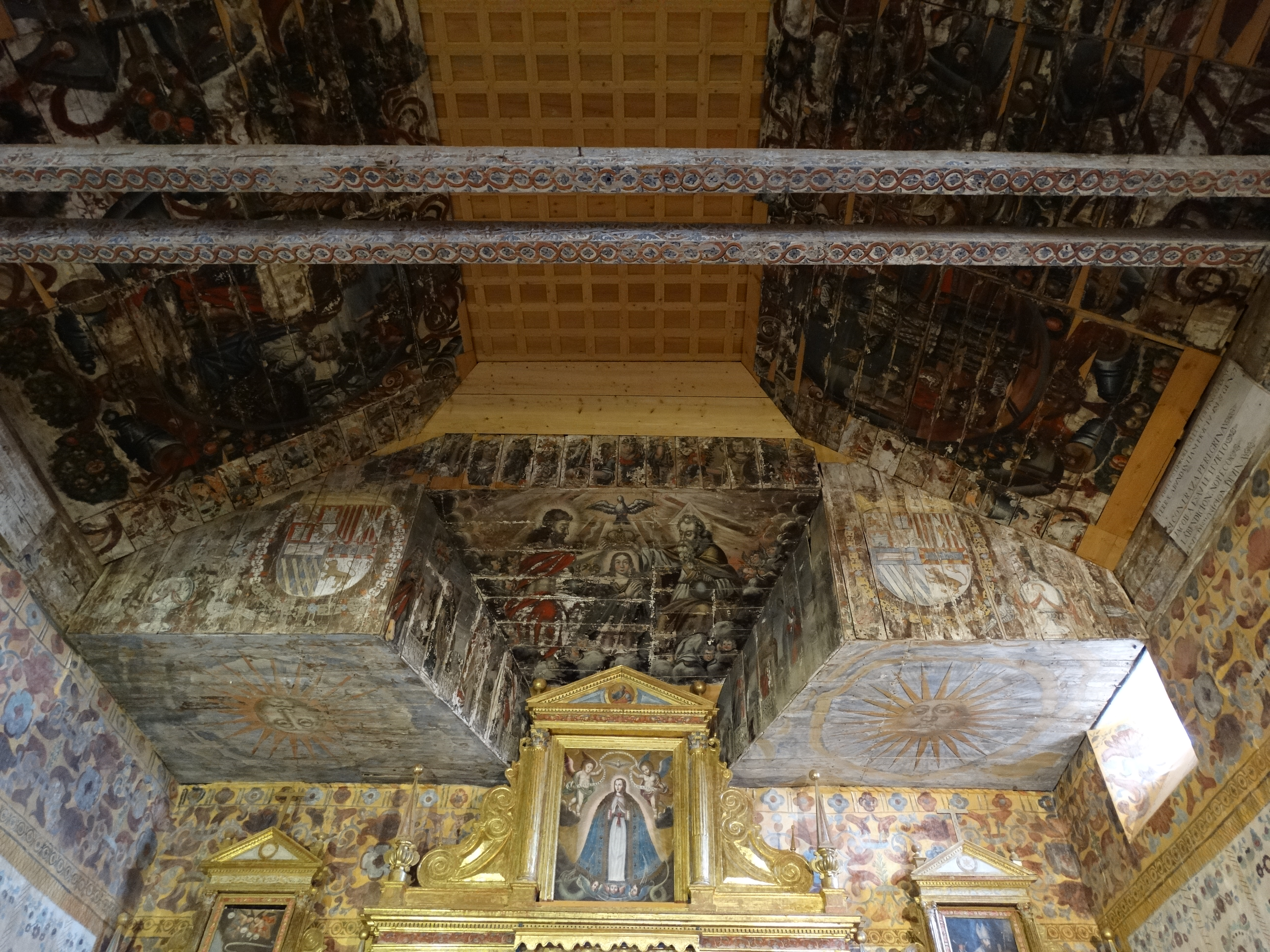
Pintura de Santa Ana en el techo del presbiterio. A los lados, escudos de Felipe IV y las representaciones del sol naciente y poniente
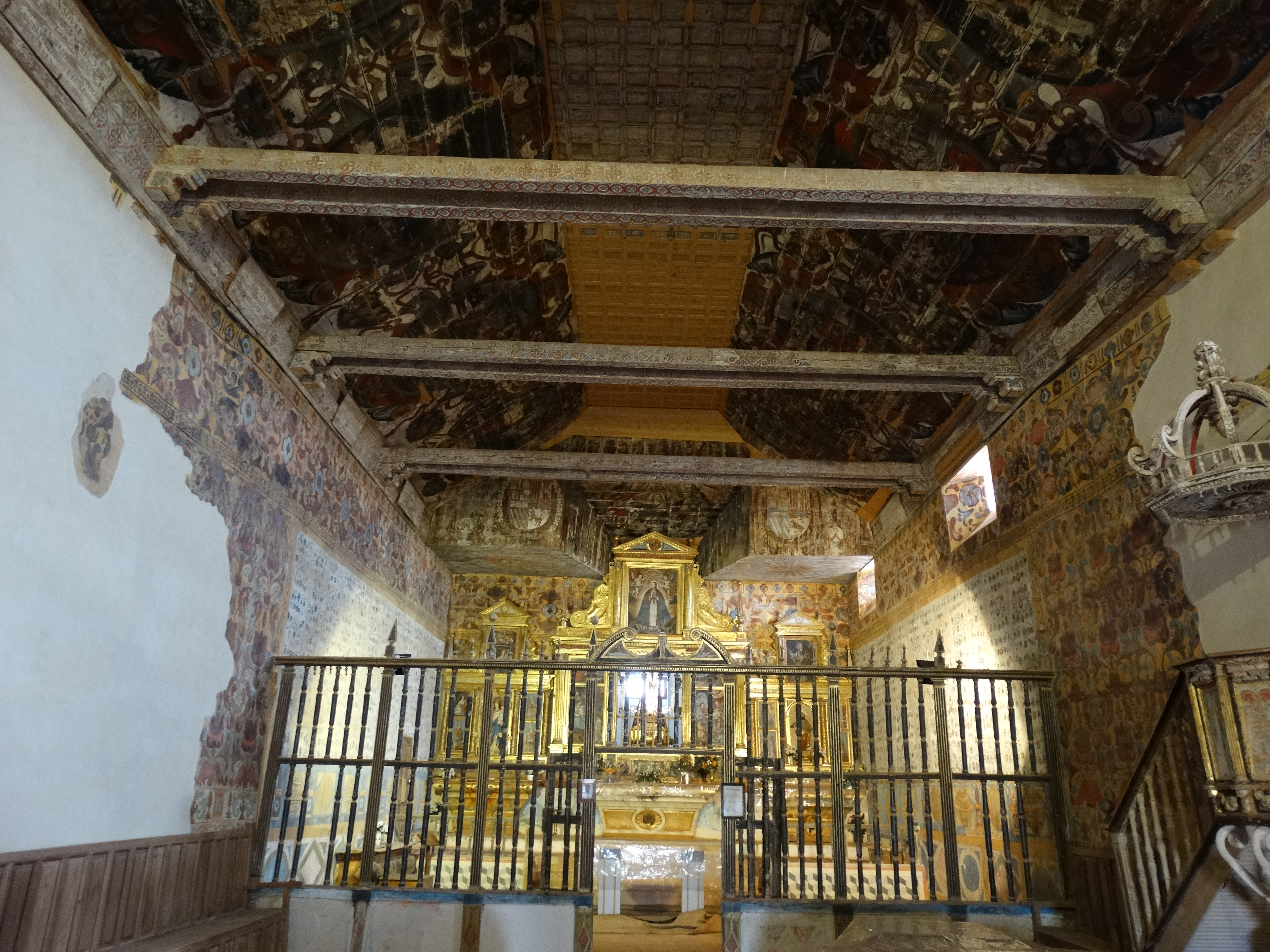
Vistas de las pinturas de los muros del presbiterio
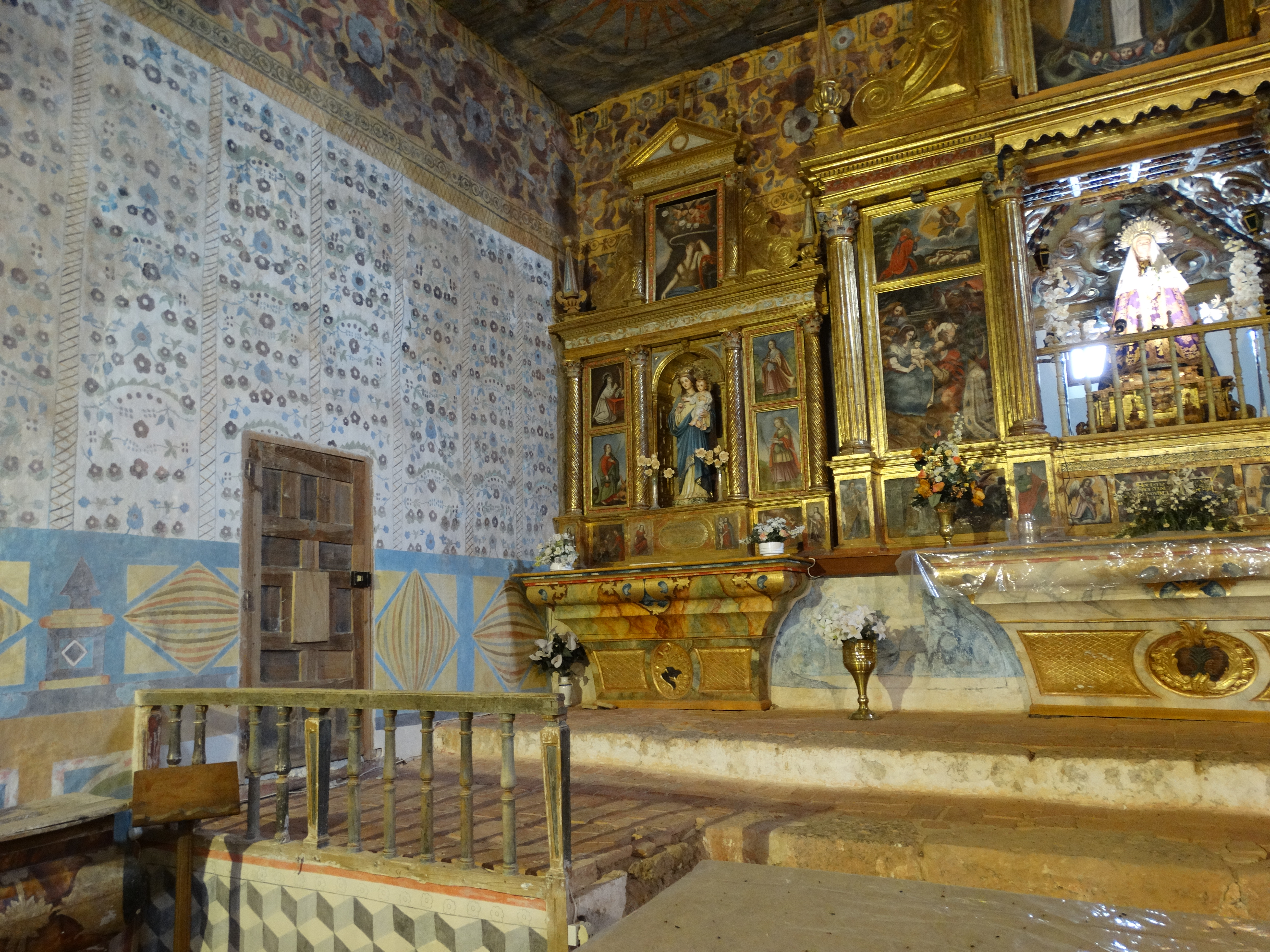
Detalle de una pared del presbiterio

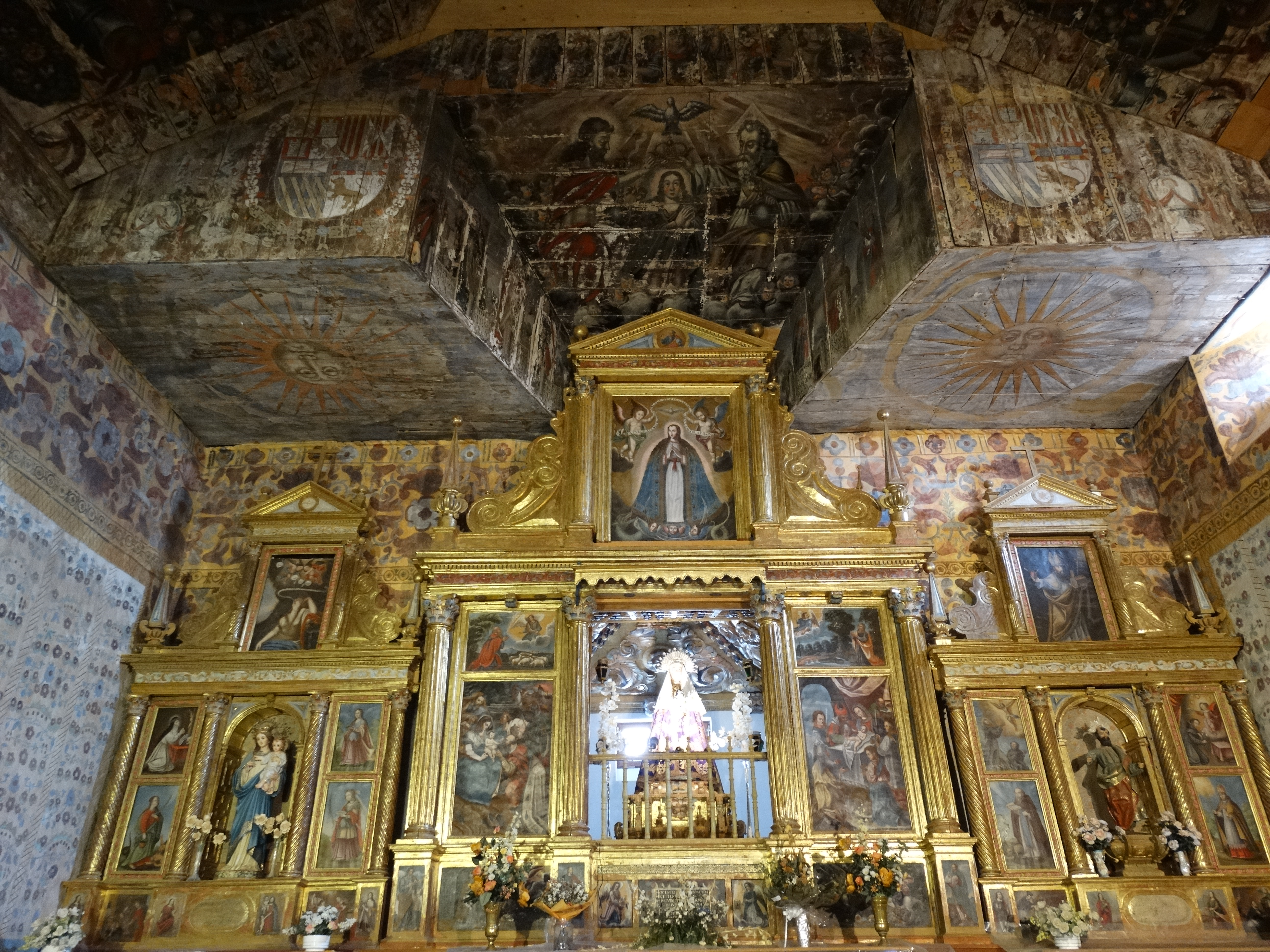
Retablo mayor y los dos laterales que son independientes

El retablo mayor se compone de un banco, un cuerpo y tres calles separadas por columnas jónicas con fuste estriado. El banco está decorado con pinturas sobre tabla que representan a los evangelistas, a Santiago Matamoros y a un obispo en compañía de un caballero. En la calle central del único cuerpo, en un camarín, está la imagen de santa Ana, del siglo xvii. Es una imagen de vestir. Las calles laterales se adornan con pinturas de temas variados. El ático lo ocupa una representación de la Inmaculada.
A un lado y otro del retablo mayor hay otros dos muy pegados al principal, de tal forma que pudieran confundirse con él y pudiera parecer que se trataba de uno solo dividido en tres partes. No es así sino que se trata de tres retablos independientes. El del lado del Evangelio tiene pinturas que representan a cuatro santas: Apolonia, Rita, Margarita y Lucía. En el otro lado de la Epístola se ve a san Joaquín, en la hornacina central, y en las calles laterales pinturas de varios santos. Una reja de madera sirve de separación entre el presbiterio y la nave.
Hubo tres retablos más procedentes de la destruida iglesia de Santo Tomás que cita Miguel Ángel Zalama. Uno del siglo xvii, de un solo cuerpo, tres calles y ático. La calle central con san Isidro y en las laterales san Antón y la Virgen con el Niño; en el ático, una pintura con el tema de la Circuncisión. El otro retablo es del siglo xviii, salomónico, con una hornacina trilobulada. El tercero es también del siglo xviii, con un solo cuerpo y columnas corintias pareadas.
El púlpito —del siglo xvii— se encuentra en el lado de la Epístola. Es de madera con la barandilla, balaustres y pasamanos de este mismo material.
El coro está en alto, situado a los pies. Se hizo de tracería mudéjar, considerado como ejemplar muy valioso, de los mejores que se puedan encontrar en la provincia de Valladolid. Según las cuentas que se conservan en los archivos de la ermita, la obra se pagaba en 1665 a los carpinteros Juan de Monzón y Santiago Ruíz. Descansa sobre zapatas de madera soportadas por dos columnas de piedra con capitel jónico. El techo está compuesto por un entramado hexagonal sin policromar.

Púlpito y coro
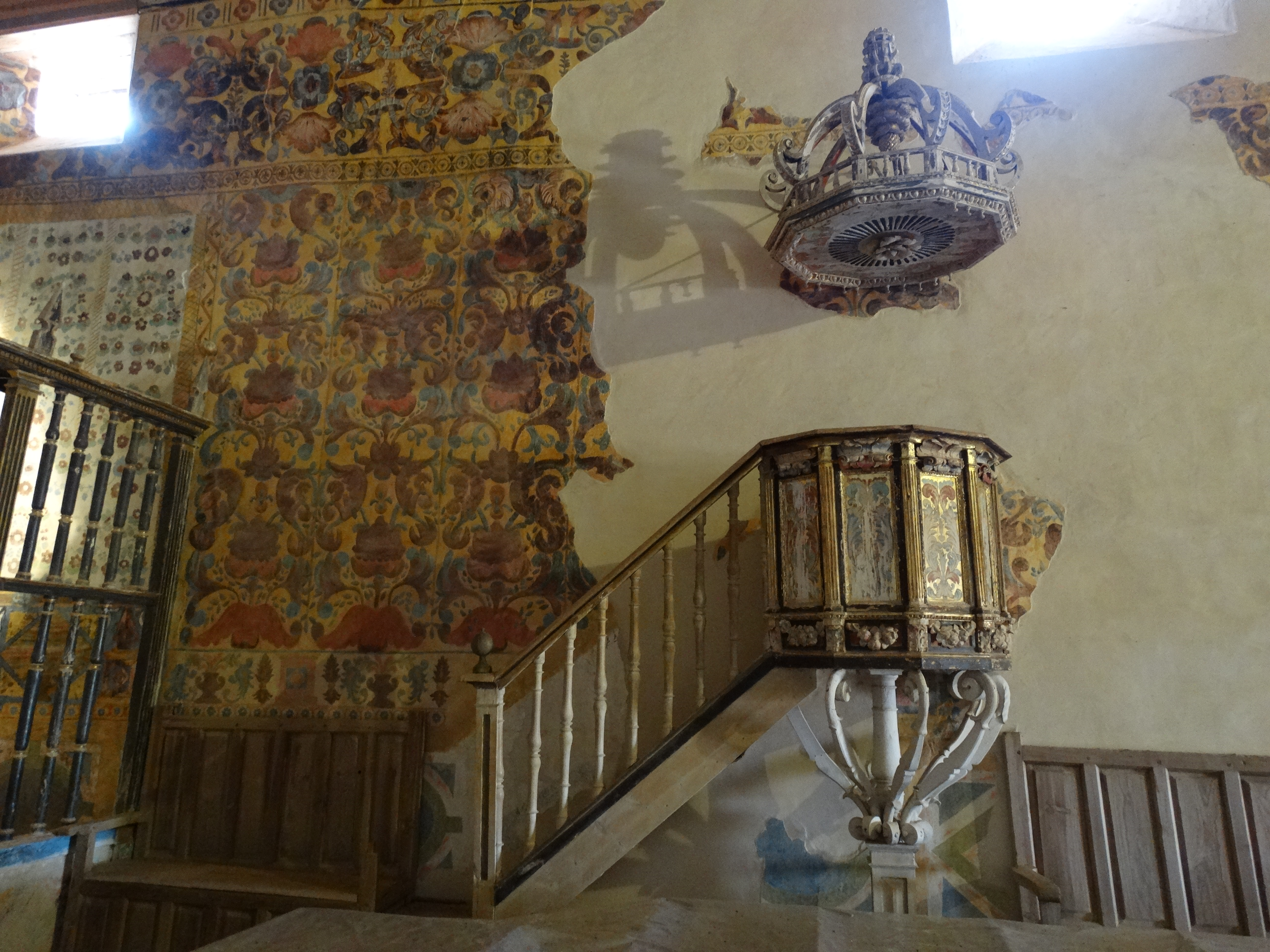
Púlpito y tornavoz de madera
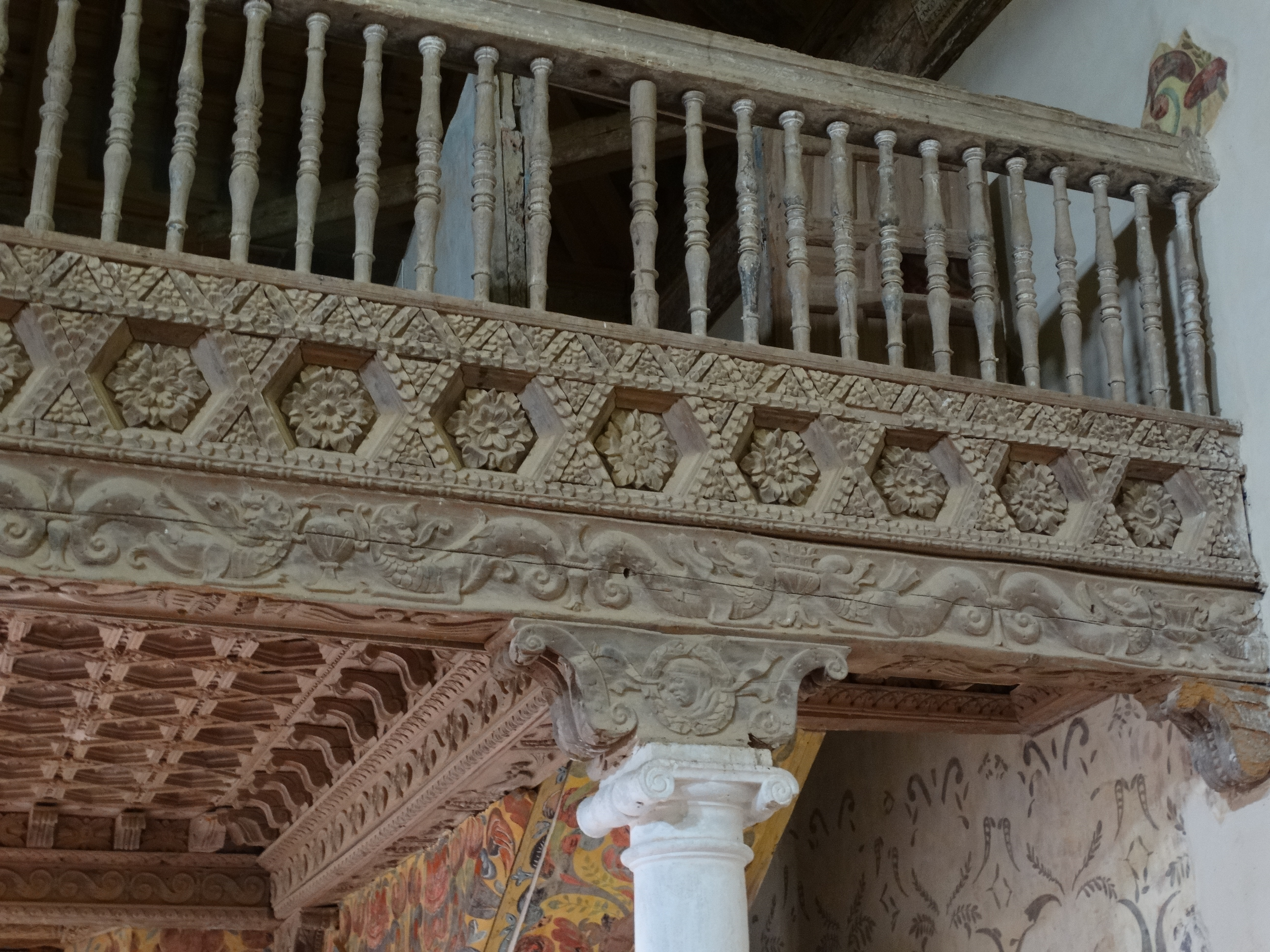
Plataforma del coro sobre zapata y columna jónica
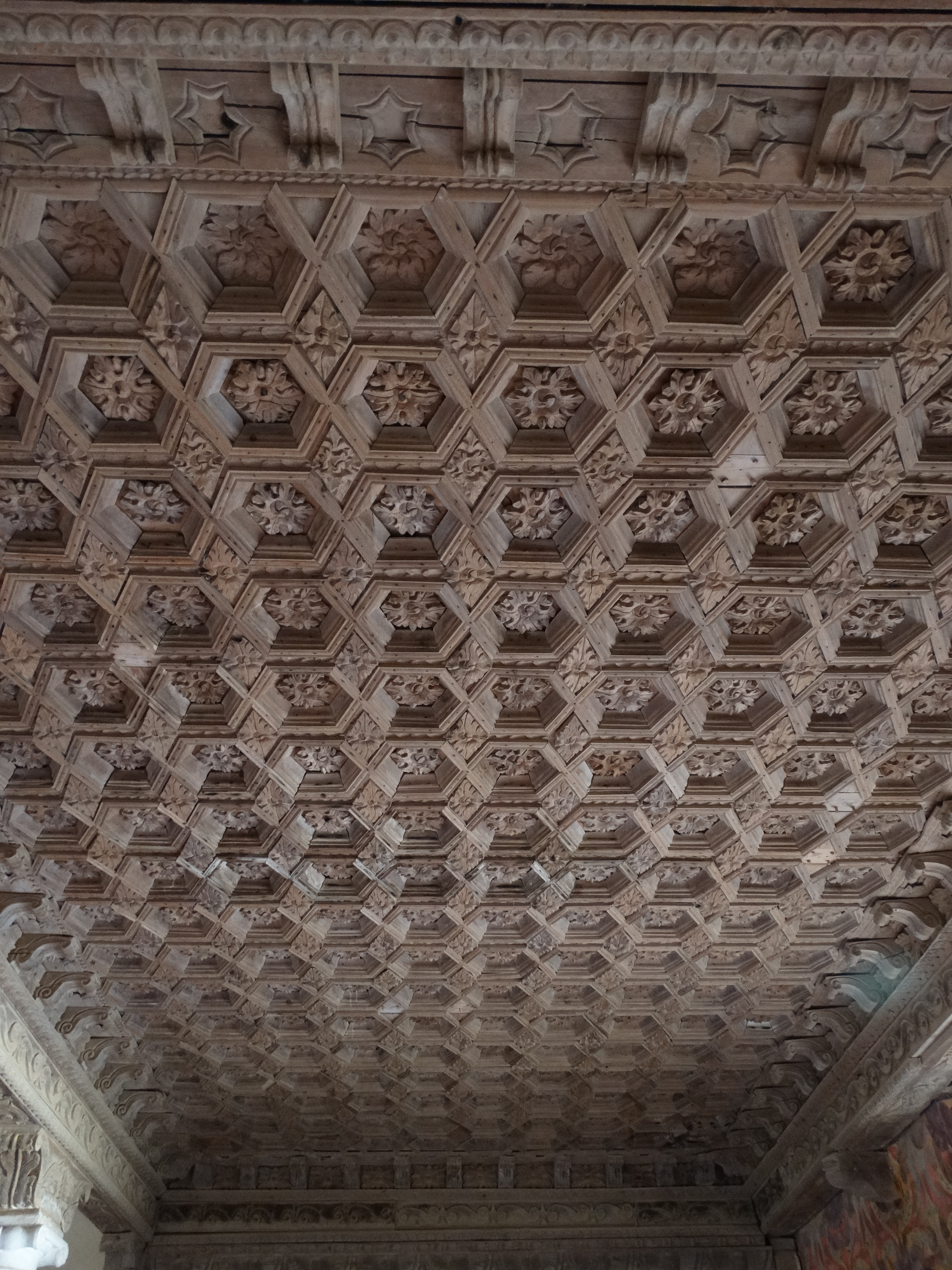
Techo del coro con entramado hexagonal sin policromar